# Хыльчую
Хыльчую (также Иевка, Хыль-Чоу) — река в Заполярном районе Ненецкого автономного округа России, впадает в Болванскую губу Печорской губы Печорского моря. Длина реки составляет 139 км (от истока Хыльчуяхи — 154 км), площадь водосборного бассейна — 1200 км². 
Река образуется слиянием рек Парнойсё и Хыльчуяха на западе Большеземельской тундры, на высоте 99 м над уровнем моря. Река активно меандрирует на просторах равнинной озёрной, часто заболоченной, Большеземельской тундры: сначала течёт на юг; затем, приняв справа Хосыясё, поворачивает на запад и далее на северо-запад. Берега часто обрывистые, иногда заболоченные. В среднем течении ширина реки 34-60 м. Населённых пунктов на реке нет. Впадает в Болванскую губу у мыса Иевская Лопатка, образуя заболоченную дельту. Ширина перед устьем — 135 м, скорость течения в низовьях — 0,6 м/с. 
Основной приток — река Сандыбейю длиной 50 км (правый).

## Данные водного реестра
По данным государственного водного реестра России и геоинформационной системы водохозяйственного районирования территории РФ, подготовленной Федеральным агентством водных ресурсов:
- Бассейновый округ — Двинско-Печорский
- Речной бассейн — Бассейны рек междуречья Печоры и Оби, впадающих в Баренцево море
- Речной подбассейн — нет
- Водохозяйственный участок — Реки бассейна Баренцева моря от восточной границы бассейна реки Печора до восточной границы бассейна реки Большая Ою
- Код водного объекта — 03060000112103000085217